# Liedertafel
Een Liedertafel is een (van oorsprong Duitse) bijeenkomst van mannelijke zangers.

## Geschiedenis
In 1809 bracht Carl Friedrich Zelter in Berlijn een gezelschap van 24 mannen bijeen. Het betrof vrienden van hem, die allen hetzij componist, zanger of dichter waren. Zelter gaf deze vereniging de naam Liedertafel, in analogie met de tafelronde uit de Arthur-sage.
Het doel van de bijeenkomsten was enerzijds de gezelligheid, anderzijds het gezamenlijk zingen als mannenkoor van bestaande en door de leden nieuw geschreven composities. 
Het idee van de Liedertafel kreeg navolging in vele landen, en leidde tot een uitgebreide amateur mannenkoorcultuur. In Nederland onder meer door het langst bestaande mannenkoor Koninklijk Haarlems Mannenkoor Zang en Vriendschap. Nog steeds voeren zij werken van de Liedertafel uit.